# Номерні знаки провінції Онтаріо

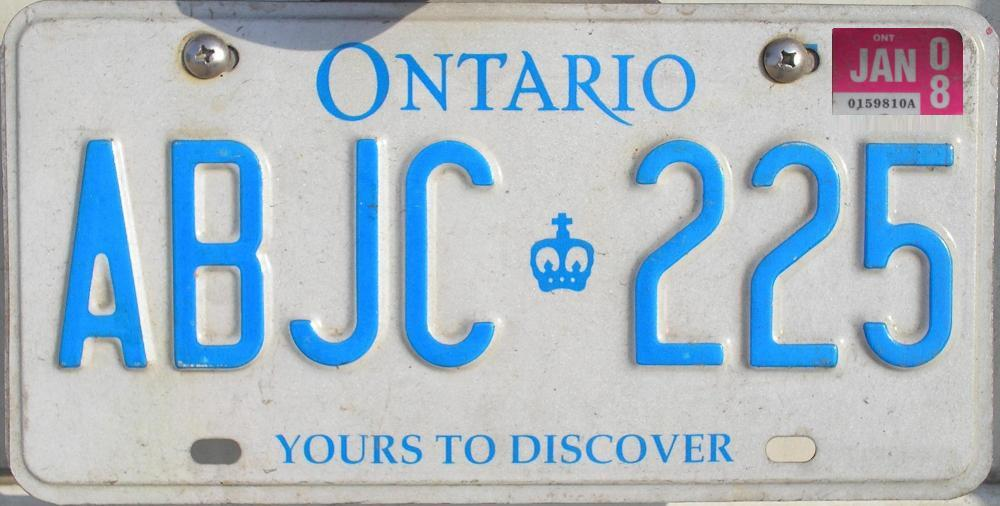
Регулярний знак

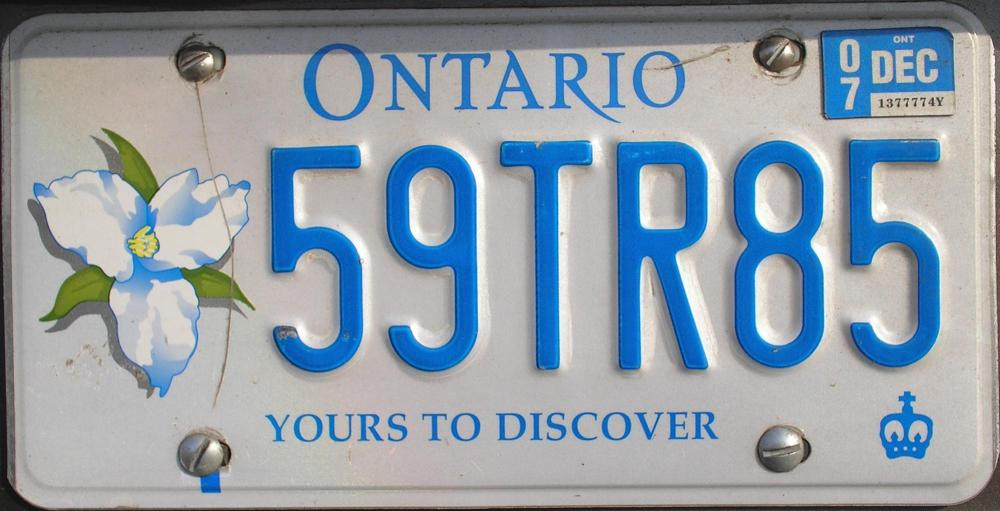
Графічний знак (Триліум)

Номерні знаки провінції Онтаріо видаються Міністерством транспорту Онтаріо. Провінція Онтаріо вимагає розміщення переднього та заднього номерних знаків на автомобілі.
Регулярні номерні знаки Онтаріо мають формат АБВГ-123. Кодування регулярних номерних знаків відсутнє. Чинні бланки номерних знаків мають біле тло, блакитний шрифт та обідок. В нижньому рядку номерного знаку розташовується гасло YOURS TO DISCOVER англійською або TANT À DÉCOUVRIR французькою мовами, що можна перекласти як „Тобі досліджувати” або „Відкрийте для себе”. Індивідуальні комбінації літер і цифр видаються на стандартних бланках.

## Інші формати регулярних номерних знаків
Кодування інших номерних знаків здійснюється літерами серії за типом транспортного засобу.
- Номерні знаки для мотоциклів мають формат 1А2Б3 та розміри 4х7 дюймів;
- Номерні знаки для вантажного транспорту мають формати АБ 12345
- Номерні знаки для причепів мають формат А12-34Б;
- Номерні знаки для вантажних комерційних перевезень за межі провінції (APPORTIONED) мають формат 123-4PN

### Дипломатичні номерні знаки
Номерні знаки для дипломатичних потреб мають білі символи на червоному тлі та наступні формати:
- Дипломатичний транспорт – 123-CDA
- Консульський транспорт – 123-ССА
- Персонал посольств без дипломатичного статусу – 123-ХТА
- Міжнародні організації без дипломатичного статусу – 123-XOR

### Номерні знаки для електромобілів
Для електромобілів передбачено номерні знаки формату GVAB123 зі шрифтом  зеленого кольору та гаслом: GREEN VEHICLE (Зелений транспортний засіб), або Véhicule écologique (французькою мовою).

## Номерні знаки «особливого інтересу»
До виняткових номерних знаків «особливого інтересу» можна віднести:

### Графічні номерні знаки
Номерні знаки з графічними зображеннями в лівому боці таблички, що мають формат 12АБ34, або індивідуальний набір знаків. Код АБ виступає ідентифікатором нанесеного зображення. Індивідуальні комбінації літер і цифр видаються на графічних бланках також.

### Ветеранські номерні знаки
Номерні знаки для ветеранів військової служби мають формат 1V2345 та зображення квітки маку.

### Радіоаматорські номерні знаки
Номерні знаки радіолюбителів формату VA3 АБ або VE3 АБ. VA3, VE3 – символи Онтаріо в радіопозивному.

### Знаки року виготовлення ТЗ
Це означає можливість карбування або перереєстрації для старого колекційного транспортного засобу номерного знаку у форматі, що відповідає року його виготовлення.